# Plaque d'immatriculation bulgare

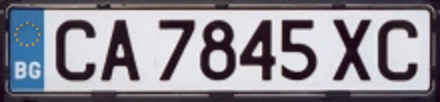
Plaque d'immatriculation bulgare actuelle (depuis 2008)

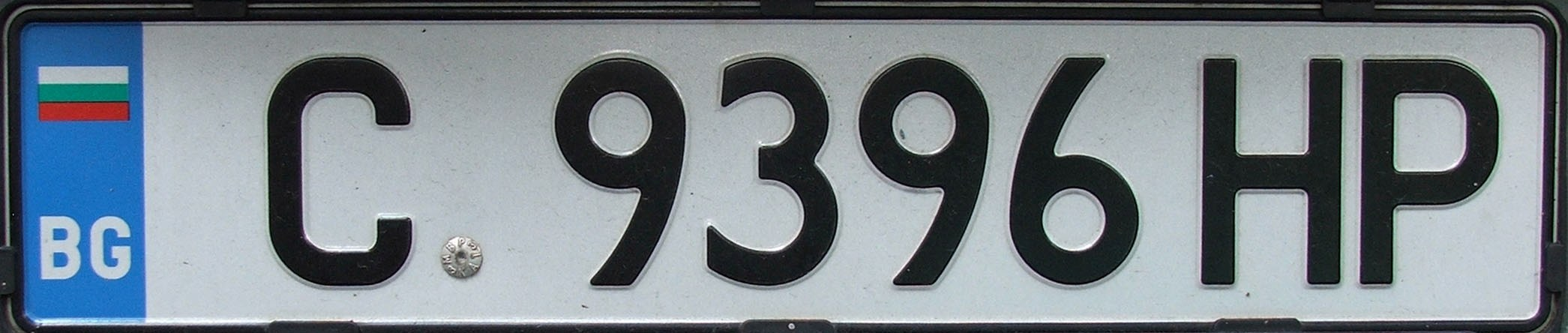
Ancienne plaque d'immatriculation bulgare (2001-2007)

Les plaques d'immatriculation délivrées aux véhicules mis en circulation en Bulgarie comportent uniquement des caractères communs à l'alphabet latin et à l'alphabet cyrillique, afin d'être lisibles sans difficultés dans toute l'Union européenne.
Ce choix de caractères a été pris en 1992, alors que l'Union européenne n'était encore que la Communauté économique européenne (CEE), et ce, afin de faciliter l'adhésion future de la Bulgarie. 

## Codification actuelle

### Plaques standard
La plaque se présente sous la forme rectangulaire préconisée par les organismes de standardisation internationaux, avec deux zones :
- une mince zone à fond bleu : l'eurobande, qui comporte encore l'ancien modèle avec BG et le drapeau bulgare, ou BG et les étoiles éuropéennes.
- une large zone à fond blanc, comportant trois « sous-zones » séparées par des espaces, sur lesquelles sont figurés des caractères alphanumériques en capitales :
  - sous-zone identifiant la région géographique d'immatriculation, montrant une ou deux lettres selon l'oblast d'immatriculation du véhicule ;
  - sous-zone numérique, comportant quatre chiffres ;
  - sous-zone alphabétique, comportant deux lettres.

Le schéma général de ces codes d'immatriculation est donc  A 1234 AA ou  AA 1234 AA.
 - 
Une exception est prévue pour les remorques dont la seconde sous-zone alphabétique commence par un E

### Plaques temporaires
Les plaques d'immatriculation temporaires ont un fond de couleur bleu clair et que la sous-zone dévolue au code régional comporte le code XX.
La zone numérique contient alors 4 chiffres, et la zone de droite contient un chiffre indiquant l'année de validité en 2 chiffres.

### Plaques des forces armées
Elles comportent comme code de zone BA et 6 chiffres, suivant les couleurs des plaques standards.

### Plaques de laprotection civile
Elles comportent comme code de zone CP et 5 chiffres, le fond de plaque étant blanc, mais les caractères sont bleu clair.

### Plaques du corps diplomatique
Les véhicules du corps diplomatique, quant à eux, suivent un schéma différent, avec des caractères blancs sur fond rouge avec seulement deux sous-zones :
- une sous-zone alphabétique fixe, comportant les lettres C pour les diplomates, CC pour le corps consulaire ou CT pour le personnel des missions diplomatiques ;
- une sous-zone numérique à quatre chiffres : ####, dont les 2 premiers ont pour signification le pays de provenance du diplomate.
- Une zone à droite indiquant l'année de validité en 2 chiffres.

 - 
| Code | Country     | Code | Country      | Code | Country            | Code | Country           |  |
| ---- | ----------- | ---- | ------------ | ---- | ------------------ | ---- | ----------------- |  |
| 01   | Royaume-Uni | 26   | Venezuela    | 51   | Albanie            | 76   | Serbie            |  |
| 02   | États-Unis  | 27   | Ghana        | 52   | Viêt Nam           | 77   | Malte             |  |
| 03   | États-Unis  | 28   | Égypte       | 53   | Viêt Nam           | 78   | Kazakhstan        |  |
| 04   | Allemagne   | 29   | Équateur     | 54   | N/A                | 79   | Afrique du Sud    |  |
| 05   | Turquie     | 30   | Éthiopie     | 55   | N/A                | 80   | Vatican           |  |
| 06   | N/A         | 31   | Inde         | 56   | Cambodge           | 81   | Union européenne  |  |
| 07   | Grèce       | 32   | Indonésie    | 57   | Chine              | 82   | Slovénie          |  |
| 08   | France      | 33   | Irak         | 58   | Chine              | 83   | Banque mondiale   |  |
| 09   | France      | 34   | Iran         | 59   | Corée du Nord      | 84   | Croatie           |  |
| 10   | Italie      | 35   | Yémen        | 60   | Cuba               | 85   | BERD              |  |
| 11   | Belgique    | 36   | Colombie     | 61   | Cuba               | 86   | Macédoine du Nord |  |
| 12   | Danemark    | 37   | Koweït       | 62   | Mongolie           | 87   | Chypre            |  |
| 13   | Pays-Bas    | 38   | Libye        | 63   | Nicaragua          | 88   | Norvège           |  |
| 14   | Espagne     | 39   | Liban        | 64   | Pologne            | 89   | Ukraine           |  |
| 15   | Portugal    | 40   | Maroc        | 65   | Pologne            | 90   | Moldavie          |  |
| 16   | Suède       | 41   | Mexique      | 66   | Roumanie           | 91   | Arménie           |  |
| 17   | Suisse      | 42   | Pérou        | 67   | Roumanie           | 92   | Biélorussie       |  |
| 18   | Autriche    | 43   | Syrie        | 68   | Russie             | 93   | N/A               |  |
| 19   | Argentine   | 44   | Uruguay      | 69   | Russie             | 94   | N/A               |  |
| 20   | Japon       | 45   | Irlande      | 70   | Azerbaïdjan        | 95   | Soudan            |  |
| 21   | Finlande    | 46   | Palestine    | 71   | Bosnie-Herzégovine | 96   | Pakistan          |  |
| 22   | N/A         | 47   | ONU          | 72   | Hongrie            | 97   | N/A               |  |
| 23   | Afghanistan | 48   | ONU          | 73   | Hongrie            | 98   | Géorgie           |  |
| 24   | Algérie     | 49   | FMI          | 74   | Tchéquie           | 99   | Estonie           |  |
| 25   | Brésil      | 50   | Corée du Sud | 75   | Slovaquie          | 00   | N/A               |  |

### Plaques temporaires
Les plaques temporaires ont le même format que ce soit pour le transit, les nouveaux véhicules, ou l'immatriculation de courte durée.
- 3 chiffres
- une lettre indiquant le type de plaque. B pour les temporaires, H pour les nouveaux véhicules, et T pour le transit.
- 3 chiffres
- une bande rouge reprenant le mois et l'année de fin de validité.

## Anciennes plaques
Avant l'adoption de cette réforme, les anciennes plaques avaient un fond jaune, et les trois sous-zones étaient légèrement différentes :
- la sous-zone géographique comportait une ou deux lettres, issues de l'alphabet cyrillique, la première en capitale et l'éventuelle seconde lettre en minuscule ;
- le code numérique, comme aujourd'hui, comportait déjà quatre chiffres ;
- la sous-zone alphabétique ne comportait d'une lettre, en capitale, là aussi issue de l'alphabet cyrillique.

Certains de ces véhicules à plaque jaune sont encore en circulation.
Il avait précédemment existé, jusqu'au milieu des années 1970, un autre système de plaques pour les particuliers, avec des caractères blancs sur fond noir, comportant trois sous-zones séparées par de petits losanges, mais dont l'ordre de présentation était différent :
- une sous-zone géographique comportant une seule lettre capitale ;
- une sous-zone alphabétique comportant une seule lettre capitale ;
- une sous-zone numérique comportant quatre chiffres comme à l'heure actuelle.

## Codes géographiques
| Code actuel | Noms de l'oblast   | Noms de l'oblast | Ancien code |
| Code actuel | Romanisé           | Cyrillique       | Ancien code |
| ----------- | ------------------ | ---------------- | ----------- |
| A           | Bourgas            | Бургас           | Б           |
| B           | Varna              | Варна            | В           |
| BH          | Vidin              | Видин            | Вд          |
| BP          | Vratsa             | Враца            | Вр          |
| BT          | Veliko Tarnovo     | Велико Търново   | Вт          |
| С, СА, CB   | Sofia-Grad (ville) | София-град       | С, А        |
| CC          | Silistra           | Силистра         | Сс          |
| CH          | Sliven             | Сливен           | Сл          |
| CM          | Smolyan            | Смолян           | См          |
| CO          | Sofia (oblast)     | Област София     | Сф          |
| CT          | Stara Zagora       | Стара Загора     | Сз          |
| E           | Blagoevgrad        | Благоевград      | Бл          |
| EB          | Gabrovo            | Габрово          | Г           |
| EH          | Pleven             | Плевен           | Пл          |

| Code actuel | Noms de l'oblast | Noms de l'oblast | Ancien code |
| Code actuel | Romanisé         | Cyrillique       | Ancien code |
| ----------- | ---------------- | ---------------- | ----------- |
| H           | Choumen          | Шумен            | Ш           |
| K           | Kardjali         | Кърджали         | К           |
| KH          | Kyoustendil      | Кюстендил        | Кн          |
| M           | Montana          | Монтана          | М           |
| OB          | Lovetch          | Ловеч            | Л           |
| PA          | Pazardjik        | Пазарджик        | Пз          |
| PK          | Pernik           | Перник           | Пк          |
| PB          | Plovdiv          | Пловдив          | П           |
| PP          | Razgrad          | Разград          | Рр          |
| P           | Roussé           | Русе             | Р           |
| T           | Targovichte      | Търговище        | Т           |
| TX          | Dobritch         | Добрич           | Тх          |
| X           | Khaskovo         | Хасково          | Х           |
| Y           | Yambol           | Ямбол            | Я           |